# Maria Nowakowska (modelka)
Maria Nowakowska (ur. 14 marca 1987 w Legnicy) – polska modelka i fotomodelka, Miss Polonia 2009 i Miss Polonia Dolnego Śląska 2009.
Jest studentką Państwowej Wyższej Szkoły Zawodowej w Legnicy na kierunku zarządzanie przedsiębiorstwem. Reprezentantka Polski na Miss Universe 2010, którego finał odbył się 22 sierpnia w Las Vegas.